# Thermaltake
Thermaltake Technology Co. – firma produkująca sprzęt peryferyjny do komputerów – m.in. obudowy komputerowe, wentylatory, zasilacze.
Thermaltake jest znany głównie ze stylizacji obudów komputerowych. Najbardziej znana seria to linia Xaser, kierowana do miłośników wszelakich gadżetów i tuningu, a także Tsunami i Soprano marketowane do użytkowników ceniących styl i jakość.